# Stevns Kommune (1970-2006)
Stevns Kommune i Storstrøms Amt blev dannet ved kommunalreformen i 1970. Ved strukturreformen i 2007 blev den udvidet til den nuværende Stevns Kommune ved sammenlægning med Vallø Kommune.
Præstø Amt var forsøgsområde for Kommunallovskommissionens sammenlægning af sognekommuner til storkommuner. Stevns Kommune var en af dem, der havde det mest komplicerede sammenlægningsforløb.

## Rødvig Kommune
Rødvig Kommune blev dannet allerede i slutningen af 1950'erne ved sammenlægning af 2 sognekommuner:
| Kommune        | Folketal 1. oktober 1955 | Byer                                       |
| -------------- | ------------------------ | ------------------------------------------ |
| Havnelev       | 797                      | Del af Rødvig og del af Havnelev-Boestofte |
| Lille Heddinge | 1.026                    | Del af Rødvig                              |
| I alt          | 1.823                    |                                            |

## Boestofte Kommune
Rødvig Kommune blev 1. april 1962 udvidet til Boestofte Kommune ved sammenlægning med 3 sognekommuner på det sydlige Stevns:
| Kommune   | Folketal november 1960 | Byer                                   |
| --------- | ---------------------- | -------------------------------------- |
| Rødvig    | 1.862                  |                                        |
| Frøslev   | 459                    | Del af Havnelev-Boestofte              |
| Højerup   | 290                    |                                        |
| Lyderslev | 987                    | Lyderslev og del af Havnelev-Boestofte |
| I alt     | 3.598                  |                                        |

## Stevns Kommune
Samtidig blev en anden storkommune dannet under navnet Stevns Kommune ved sammenlægning af 3 sognekommuner på det østlige Stevns:
| Kommune                 | Folketal november 1960 | Byer                 |
| ----------------------- | ---------------------- | -------------------- |
| Holtug                  | 827                    | Holtug               |
| Magleby Stevns          | 1.207                  | Klippinge og Magleby |
| Store Heddinge landsogn | 1.398                  |                      |
| I alt                   | 3.432                  |                      |

Store Heddinge havde været købstad, men det begreb mistede sin betydning ved kommunalreformen, hvis resultat blev at Stevns Kommune blev dannet ved sammenlægning af Store Heddinge købstad, en sognekommune og de to nye storkommuner:
| Kommune        | Folketal 1. januar 1970 | Byer           |
| -------------- | ----------------------- | -------------- |
| Store Heddinge | 2.232                   | Store Heddinge |
| Hellested      | 1.108                   | Hellested      |
| Boestofte      | 3.524                   |                |
| Stevns         | 3.366                   |                |
| I alt          | 10.230                  |                |

## Sogne
Stevns Kommune bestod af følgende sogne, alle fra Stevns Herred:
- Frøslev Sogn
- Havnelev Sogn
- Hellested Sogn
- Holtug Sogn
- Højerup Sogn
- Lille Heddinge Sogn
- Lyderslev Sogn
- Magleby Stevns Sogn
- Store Heddinge Sogn

## Valgresultater
| 5 | 5 | 4 | 1 | 2 |

| 13 | 4 |

| 1 | 6 | 4 | 5 | 1 |

| 14 | 3 |

| 1 | 7 | 3 | 5 | 1 |

| 12 | 5 |

| 1 | 8 | 5 | 3 |

| 13 | 4 |

| 1 | 8 | 6 | 2 |

| 12 | 5 |

| 1 | 6 | 7 | 2 | 1 |

| 13 | 4 |

|  | 9 | 13 | 2 | 2 |

| 18 | 9 |

## Borgmestre[4]
| Periode   | Navn                 | Parti                       |
| --------- | -------------------- | --------------------------- |
| 1970-1977 | Frede Christoffersen | Venstre                     |
| 1977-1978 | Knud Ravnshøj        | Venstre                     |
| 1978-1990 | Arne Ebdrup          | Det Konservative Folkeparti |
| 1990-2002 | Gina Øbakke          | Socialdemokratiet           |
| 2002-2006 | Lars P. Asserhøj     | Venstre                     |